# Deutscher Turn- und Sportbund
Deutscher Turn- und Sportbund (DTSB) var Östtysklands centralorganisation för idrott. Den var en av landets så kallade massorganisationer och grundades 1957. Praktiskt var den underställd Östtysklands politiska ledning, centralkommittén. I och med skapandet av DTSB fick den östtyska idrotten en ny struktur med självstyrande förbund för respektive idrott med DTSB som kontrollerande paraplyorganisation. Manfred Ewald var organisationens ordförande 1961-1988 och kom att vara centralfigur genom att även vara ordförande för Östtysklands olympiska kommitté, medlem i Tysklands socialistiska enhetspartis centralkommitté.
DTSB hade 1989 3,7 miljoner medlemmar. Organisationen upplöstes 1990.